# The Wayward Girl
The Wayward Girl (Ung flukt) è un film del 1959, diretto da Edith Carlmar, con Liv Ullmann. 

## Trama
L'irrequieta Gerd, quasi diciottenne, e che non ha mai conosciuto suo padre, è la fidanzata del coetaneo Anders, con disappunto particolarmente della madre del giovane, che lamenta della ragazza, probabilmente a ragione, un comportamento non del tutto irreprensibile. Anders sottrae l'auto di suo padre, senza avvertirlo, e si reca con Gerd in un casotto da caccia apparentemente abbandonato, sperduto nella foresta.
Dopo qualche giorno il padre di Anders e la madre di Gerd rintracciano e fanno visita ai due giovani, che, una volta ripartiti i genitori, si soffermano indefinitivamente nella località. La madre di Anders si aspettava che il marito riconducesse a casa il figlio, e, preoccupata, si rivolge alla madre di Gerd, che si rivela una donna dal carattere sbarazzino.
Intanto Gerd sottrae una pecora da un gregge che pascola nelle vicinanze, e vuole macellarla; operazione nella quale è aiutata dal sopraggiunto Bendik, un uomo che risulta essere il proprietario del casolare e che fa continuamente delle avances alla ragazza, che peraltro le respinge puntualmente. Una notte Bendik, che si trattiene assieme ai giovani per qualche giorno, li guida in un'effrazione in un negozio del villaggio vicino, rubando alcuni generi alimentari, con gran disapprovazione da parte di Anders.
Un giorno la madre di Gerd va a trovare la figlia e Anders nella casupolla foresta, e fa la conoscenza di Bendik, rimanendone positivamente colpita. Di notte Gerd si reca di nascosto nel vicino granaio, dove Bendik dorme, e gli chiede, quando partirà, di portarla via con sé. La mattina dopo la polizia irrompe e convoca in commissariato, per il furto al negozio e per la pecora, Anders e la madre di Gerd, mentre sua figlia e Bendik riescono a nascondersi ed a sottrarsi all'arresto.
Dopo essere stato rilasciato dagli uffici della polizia, che già conosceva Bendik per alcuni suoi trascorsi, Anders va al casotto della foresta: ne nasce una colluttazione fra i due uomini, al termine della quale Anders e Gerd estraggono Bendik, tramortito, dal granaio in fiamme, e aspettano finché non si riprende. Bendik afferma che Gerd, che si è confidata con lui, aspetta un figlio da Anders, e i due ragazzi lasciano il casolare.     

## Produzione
Il film affronta temi come la sessualità, la fuga dal quotidiano e le diseguaglianze sociali: basato sul romanzo del 1958 Ettersøkte er 18 år di Nils Johan Rud è stato l'ultimo realizzato dalla regista Edith Carlmar ed il primo in cui Liv Ullmann ha ricoperto il ruolo di protagonista.

## Colonna sonora
Nel film si cita la canzone Gör inte det du ångrar, di Bjarne Amdahl e Alf Prøysen; se ne trova un'incisione contemporanea al film realizzata da Rolf Søder nel singolo 353144 PF della Philips .  

## Distribuzione
Il film è stato edito in DVD nel 2004 nella serie Norske klassikere della Nordisk Film . 